# Мария Луиза фон Лариш-Валерзее
Мария Луиза Елизабет Фрайин фон Валерзее (на немски: Marie Louise Elisabeth Freiin von Wallersee), родена Мари Луиз Елизабет Мендел (Marie Louise Elisabeth Mendel), по мъж Графиня фон Лариш-Мьоних (Gräfin von Larisch-Moennich); * 24 февруари 1858, Аугсбург, Кралство Бавария; 4 юли 1940, Аугсбург, Германска империя), е племенница на императрица Елизабет Баварска (Сиси) и авторка на няколко книги за дворцовия живот.
Заради ролята ѝ в скандала около самоубийството на нейния братовчед Рудолф Австрийски и на младата му любовница Мария фон Ветсера тя е прогонена от австрийския двор през 1889 г.

## Живот

### Произход и детство
Тя е припозната дъщеря на херцог Лудвиг Вилхелм Баварски (1831 – 1920) и на съпругата му – актрисата Хенриета Мендел, бъдеща Фрайфрау фон Валерзее.
Когато Мария Луиза се ражда, родителите ѝ все още не са женени, тъй като аристократичното семейство на баща ѝ се противопоставя на брака на един от техните членове с буржоазна жена от нисък произход. Сватбата морганатичен брак), а следователно и узаконяването, се състоят година по-късно (28 май 1859 г.) в Аусбург. Баща ѝ обаче трябва да се откаже от първородството си.
Императрица Елизабет е особено близка с племенницата си: това се демонстрира от многобройни ѝ покани и подаръци. По предложение на леля си Мария Луиза посещава висше училище, където учи английски, френски и испански език и се посвещава на музиката и пеенето. Обединява ги общата им страст към конете.
- Херцог Лудвих Вилхелм Баварски,
 баща
- Елизабет Баварска
 (Сиси)

### Брак с Георг Лариш-Мьоних
Самата Елизабет проявява интерес към брака на племенницата си. Тя избира за неин съпруг граф Георг Лариш-Мьоних. Графовете Лариш-Мьоних са много древно силезийско семейство, чиито членове често са на служба в императорския дом. Сватбата се състои на 20 октомври 1877 г. в параклиса на замъка в Гьодьольо.
Мария Луиза и Георг живеят първо в замъка Шонщайн близо до Тропау, след това в замъка Пиерсна в Карвина, Силезия. Първите две деца на двойката са родени тук. Те имат трима сина и две дъщери.
Веднага след сватбата Мария Луиза и съпругът ѝ получават официално разрешение да влязат в двора. През 1878 г. Мария Луиза е назначена за придворна дама на леля си, а през 1880 г. нейният съпруг Георг получава длъжността на първи ковчежник.

### Приятелство с Мария Ветсера
Мария и Георг решават да построят голям замък близо до Пардубиц и да започнат да отглеждат състезателни коне. За да не се налага междувременно да живеят в хотел, графовете Лариш са временно приютени от Енрико Балтаци. Тук Мария Луиза има възможност да се сприятели с баронеса Елена Ветсера. Посещавайки салона на баронесата, Мария Луиза се запознава с дъщеря ѝ Мария фон Ветсера. Последната е влюбена в престолонаследника, принц Рудолф фон Хабсбург, женен, който отвръща на чувствата ѝ. Така Мария Луиза става посредница между двамата и благоприятства и прикрива тайните им срещи. Тя придружава младата си приятелка на срещите с принца. Тя също я придружава на 28 януари 1889 г. преди бягството ѝ в ловната хижа в Майерлинг, където двамата влюбени са намерени мъртви поради самоубийство.
На Мария Луиза, виновна за благоприятстването на връзката между двамата, е забранено да участва в погребението на братовчед си в Капуцинската крипта, прогонена е от двора на Виена и никога повече не вижда чичовците си императори.

### Завръщане в Бавария
Тъй като вече не може да участва в живота на австрийския двор, Мария Луиза е принудена да се върне в Бавария. През юни 1890 г. тя купува голяма селска вила близо до Ротах. През 1891 г. умира майка ѝ Хенриет, а няколко месеца по-късно и любимата ѝ баба Лудовика Баварска. Баща ѝ се жени повторно за 21-годишната Антони Барт, танцьорка в Хофтеатър. Междувременно съпругът ѝ Георг се премества в Силезия и прекъсва отношенията със съпругата си. През 1896 г. бракът им е разтрогнат от Мюнхенския съд, който признава Мария Луиза за виновна и поверява децата на Георг. Само на най-малкото дете е позволено да остане с майка си.

### Мария Луиза – писателка
Мария Луиза винаги води нещо като дневник, в който разказва за живота, който прекарва с леля си императрица. Тогава тя решава да обедини всичките си писания и да издаде книга.
Император Франц Йосиф, вдовецът на Елизабет, се опитва да предотврати тази публикация, като изпраща барон Вилчек и директора на Ландербанк – Палмер, да купят всички тези мемоари от Мария Луиза. И тя, и вторият ѝ съпруг получават безброй предимства, включително значителен доход през целия живот от 80 000 крони. С парите, с които разполагат, двойката реставрира и обзавежда разкошно вилата си в Ротах. Тук започват всяка вечер да организират балове, приеми и грандиозни партита, пръскайки зашеметяващи суми.
Мария Луиза иска да напише книга за любовите на императрицата, тъй като е била нейна близка довереница. Още веднъж Франц Йосиф изпраща барон Вилчек и банкера Палмер да постигнат нова сделка за пари. Това, което подтиква жената към това, е постоянната нужда от пари, тъй като дори в периода, в който се оказва под закрилата на леля си, тя харчи много повече, отколкото може да си позволи.
През пролетта на 1913 г. в Лондон Мария Луиза успява да публикува „Моето минало“ (My Past) – мемоари, написани в сътрудничество с журналистката Мод Честър. Произведението, публикувано от лондонския издател Eveleigh Nash, разказва за събитията в Майерлинг. През същата година книгата е издадена и в Берлин под името Meine Vergangenheit.

### Втори брак
През 1897 г. Мария Луиза се омъжва за Ото Брукс, от когото има един син.
Със застъпничеството на императора, включено в споразумението между него и съпругата му Мария за закупуване на нейните писания, вторият ѝ съпруг Ото Брукс получава директорството на театъра в Мец (1906 г.). В началото на януари 1914 г. той се разболява от пневмония и умира на 16 същия месец. Мария Луиза е в Англия и не присъства на погребението.

### Мария Луиза – медицинска сестра на Червения кръст
След като е до леглото на умиращата си дъщеря Мария Валерия – медицинска сестра в Африка, Мария Луиза поисква да стане медицинска сестра на Червения кръст. Кара курс в Мюнхен и работи в Елзас, Баден-Баден, Франция, и накрая в Мюнхен. Междувременно всичките ѝ активи, вече ипотекирани за плащане на многобройните дългове, които е натрупала, са продадени на търг. Когато Мария Луиза, вече на шейсет години, напуска работата си като медицинска сестра, се оказва бездомна.

### Мария Луиза – сценаристка
В този период тя намира работа в продуцентска компания за неми филми и става нейна сценаристка. Първият филм, върху който работи, засяга историята на Майерлинг, след това се ражда проект за живота на Лудвиг II Баварски и друг за императрица Елизабет Баварска (Сиси). За кратко Мария Луиза получава прилична заплата, но по-късно продуцентската компания фалира и в резултат на това тя остава без работа.

### В САЩ – трети брак
Английската журналистка Мод Честър ѝ поръчва статия, която по-късно е публикувана в американски вестник. Тя е прочетено от фермер от белгийски произход, Уилям Хенри Майерс, който се свързва с Мария Луиза и ѝ предлага да управлява санаториум. Той ѝ изпраща чек и билет за САЩ. Мария Луиза, вече разорена, незабавно се качва и се жени за Майерс през септември 1924 г. От това, което тя пише, съпругът ѝ я е държал изолирана вкъщи, давайки ѝ само мляко и хляб за ядене.
През 1926 г. социалното осигуряване ѝ дава възможност да живее в Ню Йорк: тук Мария Луиза работи и живее в мизерен приют за бездомни.
Тя успява да се срещне с богата графиня от австрийски произход в Ню Йорк, която я въвежда в салона си: за присъстващите племенницата на императрица Елизабет Австрийска предизвиква любопитство. Пол Брандън, редактор на списание "American Monthly", я кара няколко пъти да работи в редакцията си и проправя пътя към нейната литературна кариера.

### Завръщане в Европа и смърт
През 1930 г. Мария Луиза се завръща в родния си град Аусбург. През 1934 г. публикува в Ню Йорк книгата „Нейно Величество Елизабет от Австро-Унгария, красивата трагична императрица на най-блестящия двор в Европа“ (Her Majesty Elizabeth of Austria-Hungary, the Beautiful tragic Empress of Europe's Most Brilliant Court), която също се появява в Париж, Мадрид и Лондон. Тя също така през 1935 г. публикува „Кайзерката Елизабет и аз“ (Kaiserin Elisabeth und ich) и „Героинята на Гаета. Трагедията на една кралица“ (Die Heldin von Gaeta. Tragödie einer Königin) в Лайпциг. Работите обаче ѝ носят малка печалба, тъй като по-голямата част от печалбата отива при Бранден. По същия начин други издатели ѝ плащат много малко.
Доведена до абсолютна бедност, през март 1939 г. тя се премества в манастира „Сан Сервазий“, където умира на 4 юли 1940 г. на 82-годишна възраст. Погребана е в Остфридхоф в Мюнхен до баща си.
Единствената ѝ пълна биография е: Brigitte Sokop, Jene Gräfin Larisch... Marie Louise Gräfin Larisch Wallersee. Vertraute der Kaiserin - Verfemte nach Mayerling, Wien, Böhlau, 1985.

## Брак и потомство
Омъжва се три пъти:
∞ 1. 20 октомври 1877 за граф Георг Лариш фон Мьоних (* 27 март 1855, Шьонщайн; † 7 януари 1928, Золца), развод 20 октомври 1896, от когото има трима сина и две дъщери:
- Франц-Йосиф Лудвиг Георг Мария Лариш фон Мьоних (* 1878, Карвина, † 1937); ∞ за американката Мери Сатърфийлд, от която има син и дъщеря
- Мария Валерия Франциска Джорджина Лариш фон Мьоних (* 1879, Карвина, † 1915)
- Мария Хенриета Александра Лариш фон Мьоних (* 1884, † 1907);
- Георг Хайнрих Мария Лариш фон Мьоних (* 1886, † 1909)
- Фридрих Карл Лудвиг Мария Лариш фон Мьоних (* 1894, † 1929)

∞ 2. 15 май 1897 в Мюнхен за Ото Брукс (* 28 ноември 1858, Бранденбург; † 15 януари 1914, Мец), от когото има един син:
- Ото Брукс младши (* 1899, † 1977)

∞ 3. 2 септември 1924 в Елизабет, Ню Джърси, развод 1928, за Уилям Хенри Майерс (* 1859, Небраска), от когото няма деца